# Коммутатор (алгебра)
Коммутатором операторов {\displaystyle {\hat {A}}} и {\displaystyle {\hat {B}}} в алгебре, а также квантовой механике называется оператор {\displaystyle [{\hat {A}},{\hat {B}}]={\hat {A}}{\hat {B}}-{\hat {B}}{\hat {A}}}. В общем случае он не равен нулю.
Понятие коммутатора распространяется также на произвольные ассоциативные алгебры (не обязательно операторные). В квантовой механике за коммутатором операторов также закрепилось название квантовая скобка Пуассона.
Если коммутатор двух операторов равен нулю, то они называются коммутирующими, иначе — некоммутирующими.

## Тождества с коммутатором
- Антикоммутативность: {\displaystyle [A,B]=-[B,A].} Из этого тождества следует что {\displaystyle [A,A]=0} для любого оператора {\displaystyle A}.

В ассоциативной алгебре верны также следующие тождества:
- {\displaystyle [A,BC]=[A,B]C+B[A,C]}. Это тождество представляет собой правило Лейбница для оператора {\displaystyle D_{A}=[A,\cdot ].} По этой причине оператор {\displaystyle D_{A}} называют внутренним дифференцированием в алгебре. Аналогичным свойством обладает оператор {\displaystyle {\tilde {D}}_{A}=[\cdot ,A].}
- Тождество Якоби: {\displaystyle [A,[B,C]]+[B,[C,A]]+[C,[A,B]]=0.} Алгебра, удовлетворяющая тождеству Якоби, называется алгеброй Ли. Таким образом, из любой ассоциативной алгебры можно получить алгебру Ли, если определить умножение в новой алгебре как коммутатор элементов старой алгебры.
- {\displaystyle [AB,C]+[BC,A]+[CA,B]=0.} Это тождество представляет собой другую запись тождества Якоби.
- {\displaystyle [AB,C]=A[B,C]+[A,C]B}
- {\displaystyle [ABC,D]=AB[C,D]+A[B,D]C+[A,D]BC}
- {\displaystyle [AB,CD]=A[B,CD]+[A,CD]B=A[B,C]D+AC[B,D]+[A,C]DB+C[A,D]B}
- {\displaystyle [A,BCD]=[A,B]CD+B[A,C]D+BC[A,D]}
- {\displaystyle [A,BCDE]=[A,B]CDE+B[A,C]DE+BC[A,D]E+BCD[A,E]}
- {\displaystyle [ABCD,E]=ABC[D,E]+AB[C,E]D+A[B,E]CD+[A,E]BCD}
- {\displaystyle [[[A,B],C],D]+[[[B,C],D],A]+[[[C,D],A],B]+[[[D,A],B],C]=[[A,C],[B,D]]}
- {\displaystyle e^{A}Be^{-A}=B+[A,B]+{\frac {1}{2!}}[A,[A,B]]+{\frac {1}{3!}}[A,[A,[A,B]]]+\cdots \equiv e^{\operatorname {ad} (A)}B.} Эта формула справедлива в алгебрах, где может быть определена матричная экспонента, например, в Банаховой алгебре или в кольце формальных степенных рядов. Она также играет важнейшую роль в квантовой механике и квантовой теории поля при построении теории возмущений для операторов в представлении Гейзенберга и представлении взаимодействия.
- {\displaystyle \ln \left(e^{A}e^{B}e^{-A}e^{-B}\right)=[A,B]+{\frac {1}{2!}}[(A+B),[A,B]]+{\frac {1}{3!}}\left([A,[B,[B,A]]]/2+[(A+B),[(A+B),[A,B]]]\right)+\cdots .}

## Коммутатор в квантовой механике
Как известно, физическое измерение в квантовой механике соответствует действию оператора {\displaystyle {\hat {F}}} физической величины {\displaystyle f} на вектор состояния системы. Так называемые чистые состояния, в которых физическая величина имеет строго определённое значение, соответствуют собственным векторам {\displaystyle {\hat {F}}}, при этом значение величины в данном состоянии — это собственное число вектора чистого состояния:
{\displaystyle {\hat {F}}\psi _{i}=f\psi _{i}}
Если две квантовомеханические величины одновременно измеримы, то в чистых состояниях они обе будут иметь определённое значение, то есть множества собственных векторов операторов величин совпадают. Но тогда они будут коммутировать:
{\displaystyle {\hat {F}}{\hat {G}}\psi _{i}=g{\hat {F}}\psi _{i}=gf\psi _{i}={\hat {G}}{\hat {F}}\psi _{i}}
Соответственно, некоммутирующие операторы соответствуют физическим величинам, не имеющим одновременно определённого значения. Типичный пример — операторы импульса (компоненты импульса) {\displaystyle {\hat {p}}_{x}=-i\hbar {\frac {\partial }{\partial x}}} и соответствующей координаты {\displaystyle {\hat {x}}=x} (см. соотношение неопределённостей).

## Законы сохранения
Собственные значения гамильтониана квантовой системы — это значения энергии в стационарных состояниях. Очевидным следствием вышеизложенного является то, что физическая величина, оператор которой коммутирует с гамильтонианом, может быть измерена одновременно с энергией системы. Однако, в квантовой механике энергия приобретает особую роль. Из уравнения Шрёдингера
{\displaystyle i\hbar {\frac {\partial \psi }{\partial t}}={\hat {H}}\psi }
и определения полной производной оператора по времени
{\displaystyle {\dot {\hat {f}}}={\hat {\dot {f}}}}
можно получить выражение для полной производной по времени от физической величины, а именно:
{\displaystyle {\dot {\hat {f}}}={i \over \hbar }[{\hat {H}},{\hat {f}}]+{\frac {\partial {\hat {f}}}{\partial t}}}
Следовательно, если оператор физической величины коммутирует с гамильтонианом, то эта величина не изменяется с течением времени. Это соотношение является квантовым аналогом тождества
{\displaystyle {\dot {f}}={\mathcal {\{}}H,f{\mathcal {\}}}+{\frac {\partial f}{\partial t}}}
из классической механики, где {,} — скобка Пуассона функций. Аналогично классическому случаю, оно выражает наличие у системы определённых симметрий, порождающих интегралы движения. Именно свойство сохранения при определённых симметриях пространства кладётся в основу определения многих квантовых аналогов классических величин, например, импульс определяется как величина, сохраняющаяся при всех трансляциях системы, а момент импульса определяется как величина, сохраняющаяся при вращениях.

## Некоторые соотношения коммутации
Укажем значения некоторых часто встречающихся коммутаторов.
{\displaystyle {\hat {r}}_{i},{\hat {p}}_{i},{\hat {L}}_{i}} — оператор i-ой компоненты, соответственно, радиус-вектора, импульса и момента импульса; {\displaystyle \delta _{ij}} — дельта Кронекера; {\displaystyle e_{ijk}} — абсолютно антисимметричный псевдотензор 3-го ранга.
{\displaystyle [{\hat {r}}_{i},{\hat {p}}_{j}]=i\hbar \delta _{ij}}
{\displaystyle [{\hat {p}},f({\vec {r}})]=-i\hbar \nabla f}
{\displaystyle [{\hat {L}}_{i},{\hat {r}}_{j}]=i\hbar e_{ijk}{\hat {r}}_{k}}
{\displaystyle [{\hat {L}}_{i},{\hat {p}}_{j}]=i\hbar e_{ijk}{\hat {p}}_{k}}
{\displaystyle [{\hat {L}}_{i},{\hat {L}}_{j}]=i\hbar e_{ijk}{\hat {L}}_{k}}
{\displaystyle [{\hat {L}}^{2},{\hat {L}}_{i}]=0}
Как правило, необходимы соотношения для нормированного момента: {\displaystyle \ {\hat {L}}_{j}=\hbar {\hat {l}}_{j}}
{\displaystyle [{\hat {l}}_{i},{\hat {r}}_{j}]=ie_{ijk}{\hat {r}}_{k}}
{\displaystyle [{\hat {l}}_{i},{\hat {p}}_{j}]=ie_{ijk}{\hat {p}}_{k}}
{\displaystyle [{\hat {l}}_{i},{\hat {l}}_{j}]=ie_{ijk}{\hat {l}}_{k}}
{\displaystyle [{\hat {l}}^{2},{\hat {l}}_{i}]=0}
Из этих соотношений видно, что момент импульса частицы не измерим одновременно с её координатами или импульсом. Более того, за исключением случая, когда момент равен нулю, различные его компоненты не измеримы одновременно. Этим момент импульса принципиально отличается от импульса и радиус-вектора, у которых все три компоненты могут быть одновременно определены. Для момента импульса можно измерить лишь его проекцию на некоторую ось (обычно {\displaystyle z}) и квадрат его длины.

## Алгебра Ли физических величин
Коммутатор является квантовым аналогом скобки Пуассона в классической механике.
Операция коммутатора вводит на операторах (или элементах алгебры) структуру алгебры Ли,
поэтому антикоммутативное умножение в алгебре Ли также называют коммутатором.

## Некоммутирующие величины
Некоммутирующими величинами {\displaystyle A} и {\displaystyle B} называются величины, коммутатор которых {\displaystyle [A,B]=AB-BA\neq 0}.
Две физические величины одновременно измеримы тогда и только тогда, когда их операторы коммутируют.

## Антикоммутатор
Антикоммутатор — симметризующий оператор над элементами кольца, определяющий степень «антикоммутативности» умножения в кольце:
{\displaystyle [x,y]_{+}:=xy+yx}
Через антикоммутатор вводится коммутативное «йорданово умножение». Алгебра Клиффорда всегда естественным образом связывает антикоммутатор с задающей её билинейной формой.

### Примеры
- Антикоммутатор пары различных мнимых единиц у кватернионов равен нулю.
- При помощи антикоммутатора определяются гамма-матрицы Дирака.